# Lobelia siphilitica
Espèce
Statut de conservation UICN

 LC  : Préoccupation mineure
Classification phylogénétique
La grande lobélie ou Lobelia siphilitica est une espèce de plante herbacée originaire des marais de l'est de l'Amérique du Nord, tirant son nom de ses propriétés à lutter contre la syphilis.

## Répartition
On la trouve avec certitude au Canada, aux États-Unis et en Europe, où elle se ressème naturellement dans les milieux humides. Elle est cultivée dans les jardins.

## Description

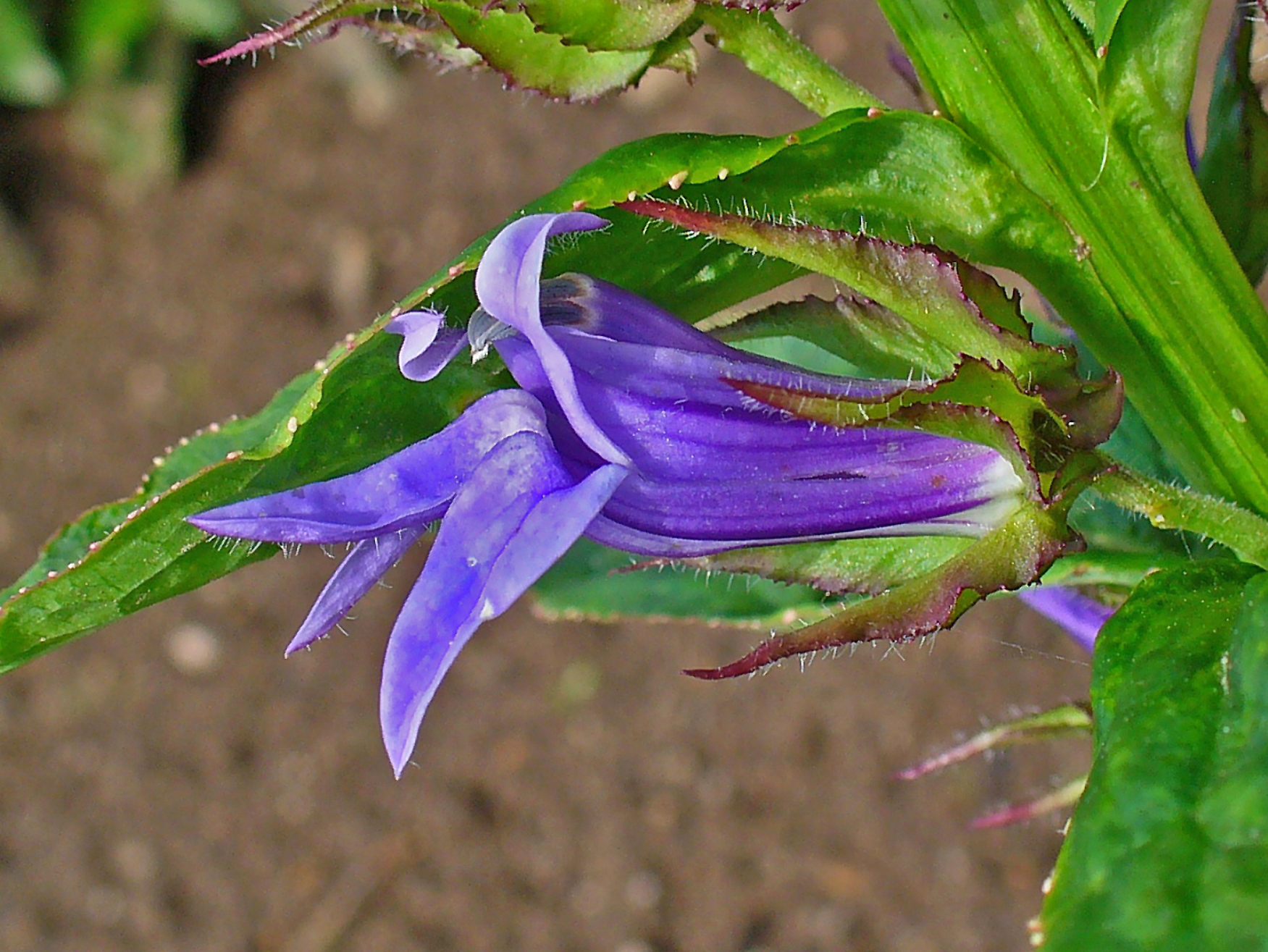
Fleur de Lobelia siphilitica.

Il s'agit d'une plante herbacée annuelle ou bisannuelle érigée pouvant atteindre 100 cm de hauteur, avec des tiges portant de minuscules poils.
Ses fleurs apparaissant en été varient du bleu au pourpre en passant par le violet. Elles sont elles aussi recouvertes de poils sur la face externe de leurs pétales.

## Utilisation
Les racines de Lobelia siphilitica sont réputées avoir été utilisées pour traiter la syphilis. Tout comme sa consœur Lobelia inflata, elle a des propriétés antispasmodiques utilisables pour lutter contre l'asthme et les spasmes bronchiques.